# 小行星1345
小行星1345（1345 Potomac）是一颗围绕太阳公转的小行星。1908年2月4日，喬爾·梅特卡夫在汤顿发现了此天体。
該小行星以美國的波多馬克河命名。
这颗小行星的绝对星等为332.8591826785058等。